# Eurowings Europe
Az Eurowings Europe (IATA: E6, ICAO: EWL, Hívójel: BLACK PEARL) osztrák diszkont légitársaság, amely a Lufthansa-csoport egyik leányvállalata és a német Eurowings testvérvállalata.

## Története
2016 januárjában a ch-aviation arról számolt be, hogy az Eurowings Europe várhatóan az év közepén kezdi meg működését, és a bécsi bázisáról az egész kontinensen fog járatokat üzemeltetni. Körülbelül egy héttel azután, hogy megkapta az osztrák polgári légiközlekedési hatóságtól az üzemeltetési engedélyt,  2016. június 23-án elindította első járatát Bécsből Alicantéba. Átvette német testvérvállalatának, az Eurowingsnek a vállalati arculatát.
2019 szeptemberében a Lufthansa-csoport bejelentette, hogy az Austrian Airlines 2020 januárjától négy Bécsben állomásoztatott Airbus A320-200-as repülőgépet lízingel az Eurowings Europe-tól. A légitársaság továbbá átveszi az Austrian Airlines egyes járatait is a salzburgi és az innsbrucki repülőtérről. Az Austrian Airlines négy bécsi repülőgépre vonatkozó bérleti szerződését a Covid-19 járvány miatt 2020 áprilisában visszavonták.
2019 októberében átvette a pristinai bázist a testvérlégitársaságától, a Germanwings-től.
2021 júniusában bejelentették, hogy az Eurowings Europe bővíti európai hálózatát azzal, hogy 2021 októberétől új bázist nyit a prágai repülőtéren, ahol a téli szezonban két, a nyári szezonban pedig három repülőgépet állomásoztat. Az úti célok között olyan európai városok szerepelnek, mint Barcelona és Milánó, valamint olyan üdülőhelyek, mint a Baleár-szigetek, a Kanári-szigetek és Tel-Aviv. 2022 júliusában bejelentették, hogy az Eurowings Europe Gmbh elhagyja osztrák bejegyzését, és Máltán jegyzik be, ahol átnevezik Eurowings Europe Ltd-re.

## Célállomások
A légitársaság regionális járatokat üzemeltet Európa-szerte. 2021 novemberében négy bázist tartott fenn Bécsben, Salzburgban, Palma de Mallorcán és Pristinában, az ötödiket pedig ugyanezen év októberében nyitotta meg Prágában.

## Flotta

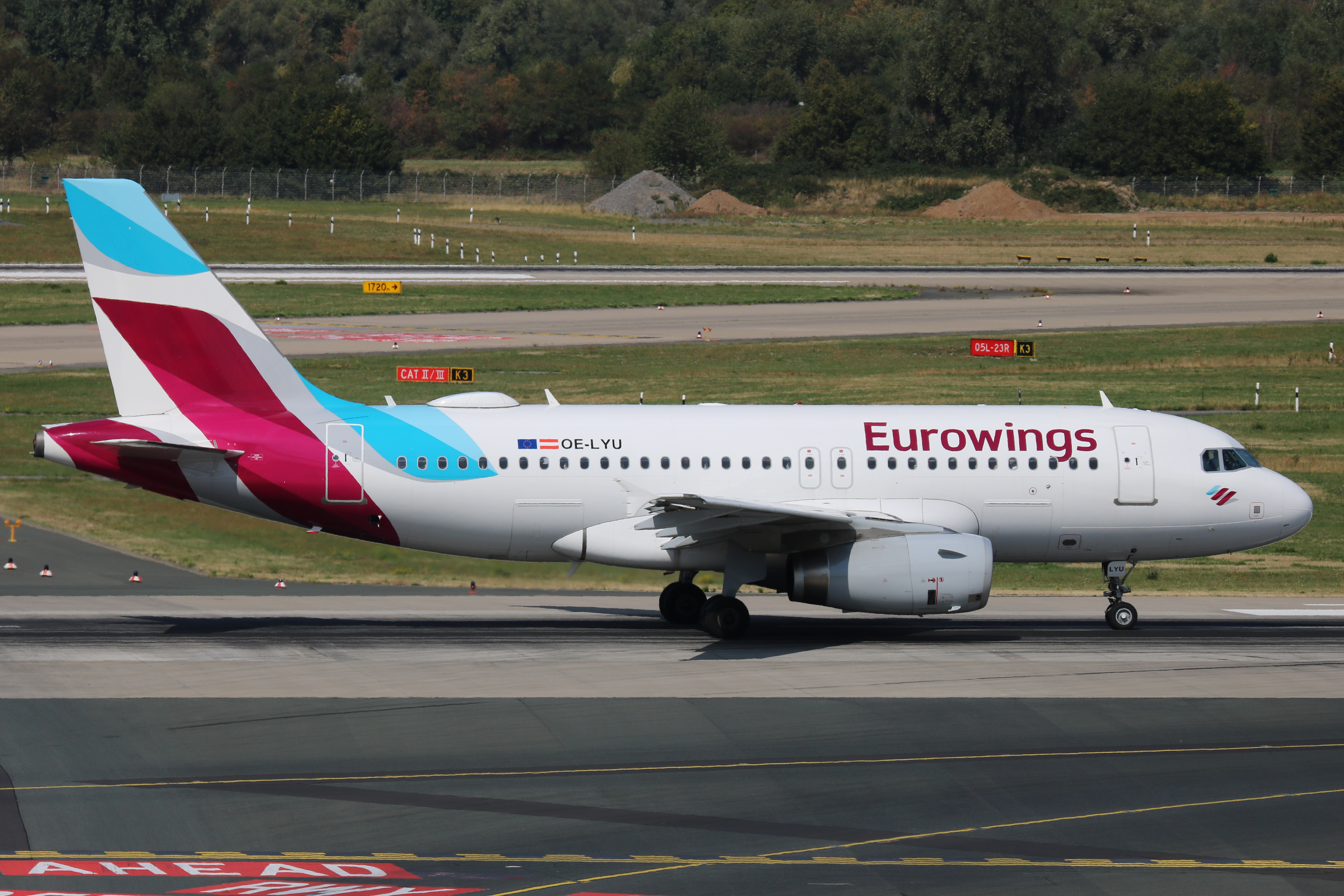
Egy Airbus A319-100-as a Düsseldorfi repülőtéren

2022 augusztusában az Eurowings Europe flottája a következő repülőgépekből állt: